# Красноїльський парк
Красноїльський парк — парк-пам'ятка садово-паркового мистецтва, розташований у селищі Красноїльськ Чернівецької області.
Парк заснований наприкінці XIX століття, тут росте 20 видів дерев та чагарників. Площа — 12 га.
У парку розташований палац, останніми власниками якого була сім'я Маврокордана, представники якої заклали дендропарк з рідкісними деревами.